# Franck Sawyer
Pour les articles homonymes, voir Sawyer.
Frank Sawyer, né en 1906 à Bulford et mort en 1980 à Netheravon (Wiltshire), est un pêcheur à la mouche anglais. Il a passé sa vie comme garde-pêche au bord d'un chalkstream (résurgence calcaire) du Sud de l'Angleterre.

## Son apport à la pêche à la mouche
Au cours de ces années il a mis au point une technique, la pêche en nymphe, et une mouche qui est restée célèbre pour sa grande simplicité et sa redoutable efficacité, la pheasant tail.
Cette mouche est constituée de fibres de queue de faisan cerclé de fil de cuivre. C'est probablement l'une des nymphes les plus utilisées par les pêcheurs à la mouche du monde entier. La sobriété et la justesse de cette mouche témoigne du sens de l'observation remarquable de ce pêcheur, les autres mouches anglaises étant traditionnellement des modèles dont le montage est plus complexe, il fallait beaucoup d'audace et de sagesse pour se limiter à un modèle aussi dépouillé.
Une autre de ses créations est restée dans l'histoire, le killer bug. Cette mouche imite les gamarres, petits crustacés d'eau douce, ou certaines larves de trichoptère. Elle est uniquement constituée de laine Chadwicks 477 (gris cendré), avec éventuellement un sous corps en plomb.
Il a eu une influence historique déterminante sur l'évolution de la pêche de la truite à la mouche en rivière en donnant ses lettres de noblesse à la pêche sous l'eau, initiant ce que l'on appelle aujourd'hui la pêche en nymphe à vue, technique que beaucoup de moucheurs modernes considèrent comme la plus subtile et la plus belle pour pêcher la truite et l'ombre.
Avant Sawyer, la pêche de la truite sur les chalkstreams, sport développé avec beaucoup de dogmatisme en Angleterre, ne se pratiquait qu'en mouche sèche en lançant vers l'amont (upstream dry flyfishing). Il a ouvert la voie a de nombreuses pratiques qui sont aujourd'hui utilisées avec bonheur par tous les pêcheurs à la mouche.